# Expédition 51 (ISS)
Insigne de la mission
Équipage de l'expédition 51
Chronologie
Expédition 50 Expédition 52
L'expédition 51 est le 51e roulement de l'équipage permanent de la Station spatiale internationale (ISS). Elle a débuté le 11 avril 2017 et s'est achevée le 2 juin 2017. Elle est commandée, pour la deuxième fois, par l'Américaine Peggy Whitson.

## Équipage
L'équipage du Soyouz MS-03 est formé par Oleg Novitski, Peggy Whitson et Thomas Pesquet. L'équipage du Soyouz MS-04 comprend Fiodor Iourtchikhine et Jack Fischer.
| Rôle               | Première partie (avril 2017)        | Seconde partie (avril à juin 2017)             |                                                |
| ------------------ | ----------------------------------- | ---------------------------------------------- | ---------------------------------------------- |
| Commandant         | Peggy Whitson NASA 3e vol spatial   | Peggy Whitson NASA 3e vol spatial              |                                                |
| Ingénieur de vol 1 | Oleg Novitski, RSA 2e vol spatial   | Oleg Novitski, RSA 2e vol spatial              |                                                |
| Ingénieur de vol 2 | Thomas Pesquet, ESA 1er vol spatial | Thomas Pesquet, ESA 1er vol spatial            |                                                |
| Ingénieur de vol 3 |                                     | Fiodor Iourtchikhine, Roscosmos 4e vol spatial | Fiodor Iourtchikhine, Roscosmos 4e vol spatial |
| Ingénieur de vol 4 |                                     | Jack Fischer, NASA 1er vol spatial             |                                                |

## Déroulement de l'expédition
L'Expédition 51 débute lors du départ de Robert Kimbrough, Sergueï Ryjikov et Andreï Borissenko. Kimbrough transfère alors le commandement de l'ISS à Peggy Whitson. L'équipage est complété le 20 avril par l'arrivée de seulement deux autres astronautes : Fiodor Iourtchikhine et Jack Fischer. En effet, en raison de la décision de réduire le nombre de cosmonautes russes participant à une expédition à destination de la station spatiale internationale en 2017, seuls un Russe et un Américain décollent avec le Soyouz MS-04 pour rejoindre l'ISS.
Le 2 juin 2017, l'Expédition 51 se conclut avec le retour sur Terre de Oleg Novitski et Thomas Pesquet. Peggy Whitson, qui devait initialement revenir avec eux, est reconduite pour l'Expédition 52.